# 25 de desembre

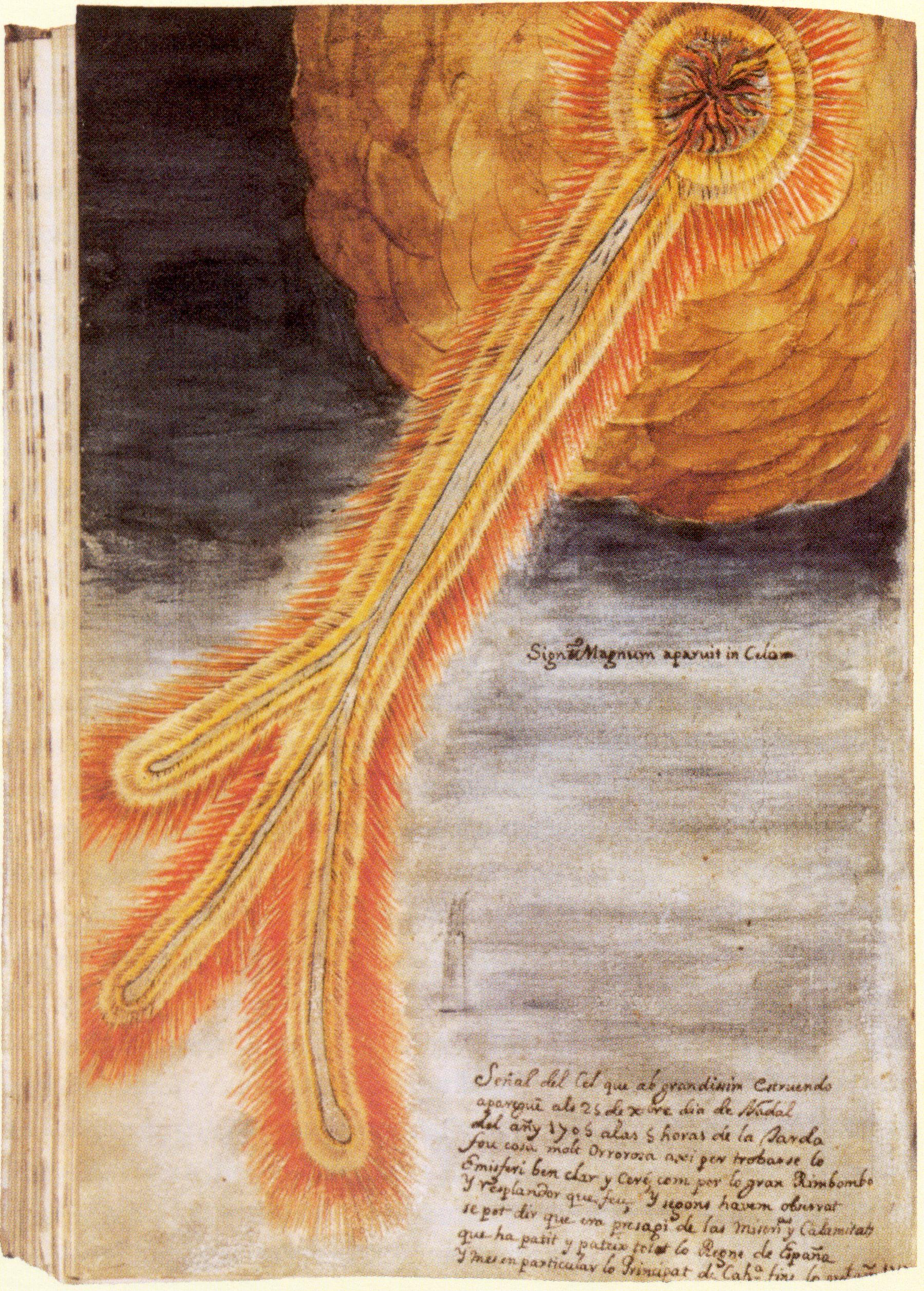
Il·lustració del meteorit caigut prop de Catalunya el 25 de desembre de 1704. Recollit a la Miscel·lània Científica de Josep Bolló.

El 25 de desembre és el tres-cents cinquanta-novè dia de l'any del calendari gregorià i el tres-cents seixantè en els anys de traspàs. Resten 6 dies per acabar l'any. En el vocabulari cristià catòlic, aquest dia és conegut com a Dia de Nadal.

## Esdeveniments
Països Catalans
- 1704 - Terrassa: Cau un meteorit a Catalunya del que se'n recuperen alguns trossos a Terrassa.[1]
- 1921 - Barcelona: Inauguració de l'Estadi Català a la Foixarda.
- 1928 - Barcelona: Primera edició de la Copa Nadal Femenina de natació.
- 1932 - Barcelona: Incendi dels Magatzems El Siglo.[2]
- 1962 - Cau una gran nevada a Catalunya.[3]
- 1970 - Barcelona: Primer partit de futbol femení, al Camp Nou, dins d'un festival benèfic. Arbitrat per un presentador de ràdio i televisió, enfrontà les jugadores blaugranes sota el nom de Selecció Ciutat de Barcelona contra la UE Centelles.[4]

Resta del món
- 800 - Carlemany és coronat a Roma emperador de l'Imperi Romà d'Occident pel Papa Lleó III.
- 1046 - Roma: Comença el pontificat de Climent II, amb el suport d'Enric III.
- 1223 - Rieti (Itàlia):Sant Francesc d'Assís organitzà el primer pessebre vivent de la història.
- 1780 - Aranjuez (Comunitat de Madrid): Espanya signa amb el Marroc el Tractat d'Aranjuez de 1780 en el que, a canvi de la cessió de territoris al nord d'Àfrica del primer al segon, el Marroc reconeix la titularitat de Melilla a Espanya.
- 1831 - Jamaica: Inici de la Gran revolta dels esclaus.[5]
- 1836 - Bilbao (País Basc): els carlins es retiren al final del llarg setge de Bilbao de 1836 després de l'arribada de reforços liberals durant la primera guerra carlina.
- 1869 - Madrid: es comença a publicar la revista La Ilustración Española y Americana, que finalitzarà en 1921.
- 1888 - Tórshavn (Illes Fèroe)ː Reunió de Nadal. Trobada d'intel·lectuals feroesos que va marcar el tret de sortida del moviment nacional feroès.[6]
- 1914 - Front occidental (Europa) - Es generalitzen una sèrie d'altos el foc no oficials durant la Primera Guerra Mundial que van rebre el nom de Treva de Nadal.[7]
- 1926 - Japó: Hirohito esdevé emperador del Japó.[8]
- 1959 - Houston (Texas): A la Universitat de Houston el biòleg lleidatà Joan Oró sintetitza l'adenina de manera abiòtica per primera vegada.
- 1989 - Nicolae Ceaușescu, president de Romania, és afusellat conjuntament amb la seva dona, Elena, a Targoviste.
- 1991 - Mikhaïl Gorbatxov dimiteix com a president de la Unió Soviètica.

## Naixements
Països Catalans
- 1738 - València: Manuel Lassala i Sangerman, teòleg, humanista, poeta i dramaturg valencià (m. 1806).
- 1875 - València: Manuel Benedito Vives, pintor valencià, perpetuador de l'escola valenciana del segle xix (m. 1963).
- 1912 - Barcelona: Jaume Gubianas i Jovés, pintor català (m. 2001).
- 1922 - Barcelona: Vicenç Font i Mestres, futbolista català de les dècades de 1940 i 1950 (m. 2003).
- 1920 - Barcelona: Manuel Cubeles i Solé, coreògraf i promotor de la llengua i la cultura popular catalanes (m. 2017).
- 1925 - Barcelona: Nadala Batiste i Llorens, actriu catalana (m. 2015).[9]
- 1930 - Buenos Aires, Argentina: Dora Santacreu, actriu catalana de teatre; filla d'immigrants catalans.[10]
- 1935 - Sitges: Remei Margarit i Tayà, psicòloga, cantautora, professora i escriptora, fundadora d'Els Setze Jutges.[11]
- 1955 - Barcelona: Elena O'Callaghan, mestra, pedagoga, filòloga, escriptora especialitzada en literatura infantil i juvenil.[12]
- 1956 - Barcelona: Xavier Borràs Calvo, escriptor i periodista català.
- 1968 - Vilanova i la Geltrú: Encarnació Adsuar, gimnasta artística catalana que competí durant la dècada de 1980.[13]
- 1990 - Alacant: Covadonga Peremarch, sociòloga i política valenciana, ha estat diputada a les Corts Valencianes.[14]

Resta del món
- 40 aC: Cleòpatra Selene i Alexandre Heli, fills de Cleòpatra i de Juli Cèsar.
- 1642 - Woolsthorpe-by-Colsterworth, Lincolnshire (Anglaterra): Isaac Newton, físic, matemàtic i filòsof anglès (m. 1727).
- 1720 - Sankt Gilgen (Arxiducat d'Àustria): Anna Maria Mozart, mare dels músics Maria Anna Mozart i Wolfgang Amadeus Mozart (m. 1778).||1[15]
- 1742 - Eisenach: Charlotte von Stein, dama de companyia, escriptora i amiga de Goethe i Schiller (m. 1827).[16]
- 1821 - Oxford, Massachusetts: Clara Barton, infermera pionera, fundadora de la Creu Roja americana (m. 1912).[17]
- 1859 - Estocolm: Anna Palm de Rosa, artista i pintora paisatgista sueca (m. 1924).[18]
- 1863 - Chevry-Cossigny (França): Charles Pathé, productor i director de cinema francès.
- 1872 - Cracòvia, Polòniaː Helena Rubinstein, empresària, col·leccionista d'art i filantropa estatunidenca (m.1965).[19]
- 1876:
  - Berlín (Alemanya): Adolf Otto Reinhold Windaus, metge i químic alemany, Premi Nobel de Química de 1928 (m. 1959).
  - Karachi (Imperi Britànic): Muhammad Ali Jinnah, polític inicialment de l'Índia i considerat el pare del Pakistan. Fou cap de la Lliga Musulmana i primer governador general del Pakistan (m. 1948).[20]
- 1886 - Al-Jamaliyah: Malak Hifni Nasif, mestra i escriptora egípcia, feminista precursora.[21]
- 1896 - Galhac, França: Fernande Decruck, compositora, organista i pianista, autora d'obres per a saxòfon (m. 1954).[22]
- 1899 - Nova York (els EUA): Humphrey Bogart, actor nord-americà (m. 1957).
- 1904 - Hamburg (Alemanya): Gerhard Herzberg, físic i químic, Premi Nobel de Química de 1971 (m. 1999).
- 1906 - Heidelberg (Alemanya): Ernst Ruska, físic i enginyer alemany, Premi Nobel de Física de 1986 (m. 1988).
- 1911 - París: Louise Bourgeois, artista francesa instal·lada a Nova York (m. 2010).[23]
- 1918 - Mit-Abu al-Kum (Egipte): Ànwar el-Sadat, polític i militar egipci, President d'Egipte (1970-1981), Premi Nobel de la Pau de l'any 1978 (m.1981).
- 1927 - Udaipur, Mewar, Raj Britànic: Ram Narayan, músic indi.
- 1928 - Delhi, Índia: Kapila Vatsyayan, acadèmica, historiadora de l'art i política (m. 2020).
- 1936 - Londres, Regne Unit): Alexandra del Regne Unit, aristòcrata anglesa.
- 1943 - Chorzów, Polònia: Hanna Schygulla, cantant i actriu alemanya.[24]
- 1954 - Aberdeen, Escòcia: Annie Lennox, cantant i compositora escocesa.
- 1956 - Bogotà: Íngrid Betancourt, política colombiana, exsenadora i activista anti-corrupció.[25]
- 1957 - Pembury, Kent, Anglaterra: Shane MacGowan, cantant i músic irlandès conegut per ser el líder, cantant i autor de les cançons de la banda britànica The Pogues (m. 2023).

## Necrològiques
Països Catalans
- 1583 - València: Nicolau Factor, frare franciscà, pintor del Renaixement i beat valencià (63 anys).
- 1849 - Barcelona: Andreu Avel·lí Pi i Arimon, historiador i epigrafista especialitzat en història de Barcelona.
- 1933 - Barcelona: Francesc Macià i Llussà, polític i militar català, 122è President de la Generalitat de Catalunya.
- 1948 - Prada de Conflent: Pompeu Fabra, filòleg i enginyer català.
- 1979 - Barcelona: Adela Simon Pera, infermera catalana impulsora de la modernització de la professió a Catalunya I Espanya (n. 1919).[26]
- 1983 - Palma: Joan Miró i Ferrà, pintor (n. 1893).[27]
- 1998 - València: Vicent Ventura i Beltran, periodista i polític valencià, fundador del Partit Socialista Valencià. (n. 1924).
- 2010 - Madridː Pepita Cervera, pianista, compositora, musicòloga i pedagoga lleidatana.[28]
- 2015 - Barcelona: Montserrat Gudiol i Corominas, pintora catalana (n. 1933).[29]
- 2016 - 
  - Barcelona: Núria Pompeia Vilaplana i Boixons, dibuixant barcelonina (n. 1931).[30]
  - Arenys de Mar: Elvira Elias i Cornet, il·lustradora i escriptora de llibres infantils i cançoners (n. 1917).[31]

Resta del món
- 824 - Chang'an (Xina): Han Yu (en xinès tradicional 韓愈, xinès simplificat 韩愈,) erudit xinès de la dinastia Tang (n. 768).[32]
- 1231 - Tolosa de Llenguadoc (Comtat de Tolosa)ː Folquet de Marsella, bisbe de Tolosa i trobador (n. c. 1155).[33]

- 1893 - Houilles: Victor Schoelcher, polític francès conegut per haver tractat d'abolir definitivament l'esclavitud a França.[34]
- 1901 - Múnic: Josef Rheinberger, compositor i pedagog alemany.
- 1922 - Etterbeek, Bèlgica: Alphonse Goovaerts, compositor i musicòleg belga.
- 1926 - Hayama, Japó - Yoshihito, l'emperador Taishō del Japó (n. 1879).[35]
- 1938:
  - Batalla de l'Ebre: Alfonso María de Borbón y Pintó, militar espanyol.
  - Praga, Txèquia: Karel Čapek, escriptor txec, creador del terme “robot” (48 anys).
- 1961 - Nova York (EUA): Otto Loewi, metge nord-americà, Premi Nobel de Medicina o Fisiologia de l'any 1936 (n. 1873).
- 1963 - París, França: Tristan Tzara, assagista i poeta. Fundador del moviment dadaista (n. 1896).
- 1977 - Corsier-sur-Vevey, Lausana, Suïssa: Charles Spencer Chaplin, conegut com a Charles Chaplin (i popularment també com Charlot, el seu principal personatge), actor de cinema d'origen anglès (n. 1889).[36]
- 1992 - Reading (Berkshire): Monica Dickens, escriptora anglesa (n. 1915).[37]
- 1993, Nova York: Ann Ronell, lletrista i compositora d'èxit estatunidenca (n. 1908).[38]
- 1997 - Douarnenez, Françaː Anita Conti, oceanògrafa i fotògrafa francesa (n. 1899).[39]
- 2005 - Bjärlöv, Suècia: Birgit Nilsson, soprano sueca que va conrear tant l'òpera com la música de concert (n. 1918).[40]
- 2006 - Atlanta, Geòrgia (Estats Units): James Brown, cantant de soul.
- 2014 - Drayton, Anglaterra: Mary Frances Lyon, genetista anglesa (n. 1925).[41]
- 2016 - 
  - Londres, Anglaterra: George Michael, cantant i compositor anglès.
  - Princeton, New Jersey: Vera Rubin, astrònoma estatunidenca, pionera en l'estudi de les corbes de rotació galàctiques (n. 1928).[42]
- 2018 - Montgomery: Nancy Roman, astrònoma americana, primera dona executiva de la NASA i «mare del Hubble» (n. 1925).[43]

## Festes i commemoracions
- Nadal: per a la Cristiandat occidental, commemoració del naixement de Jesús, una de les festes cristianes més importants.
- Onomàstica: beats Folquet de Marsella; Maria dels Apòstols (fundadora); Jacopone de Todi; Pere el Venerable, abat; serventa de Déu Josefina Vilaseca i Alsina (1940-1952).